# Renaissance World Tour
Tournées par Beyoncé
On the Run II Tour
(2016) Cowboy Carter Tour
(2025)
Le Renaissance World Tour est la neuvième tournée de la chanteuse américaine Beyoncé. Il a été annoncé le 1er février 2023 pour la promotion de son septième album, Renaissance (2022). La tournée débute le 10 mai 2023 à Stockholm (Suède) et se termine le 1er octobre 2023 à Kansas City (États-Unis).
La tournée a reçu un accueil critique positif, avec des éloges particuliers pour la qualité de production et la performance scénique de Beyoncé.

## Contexte

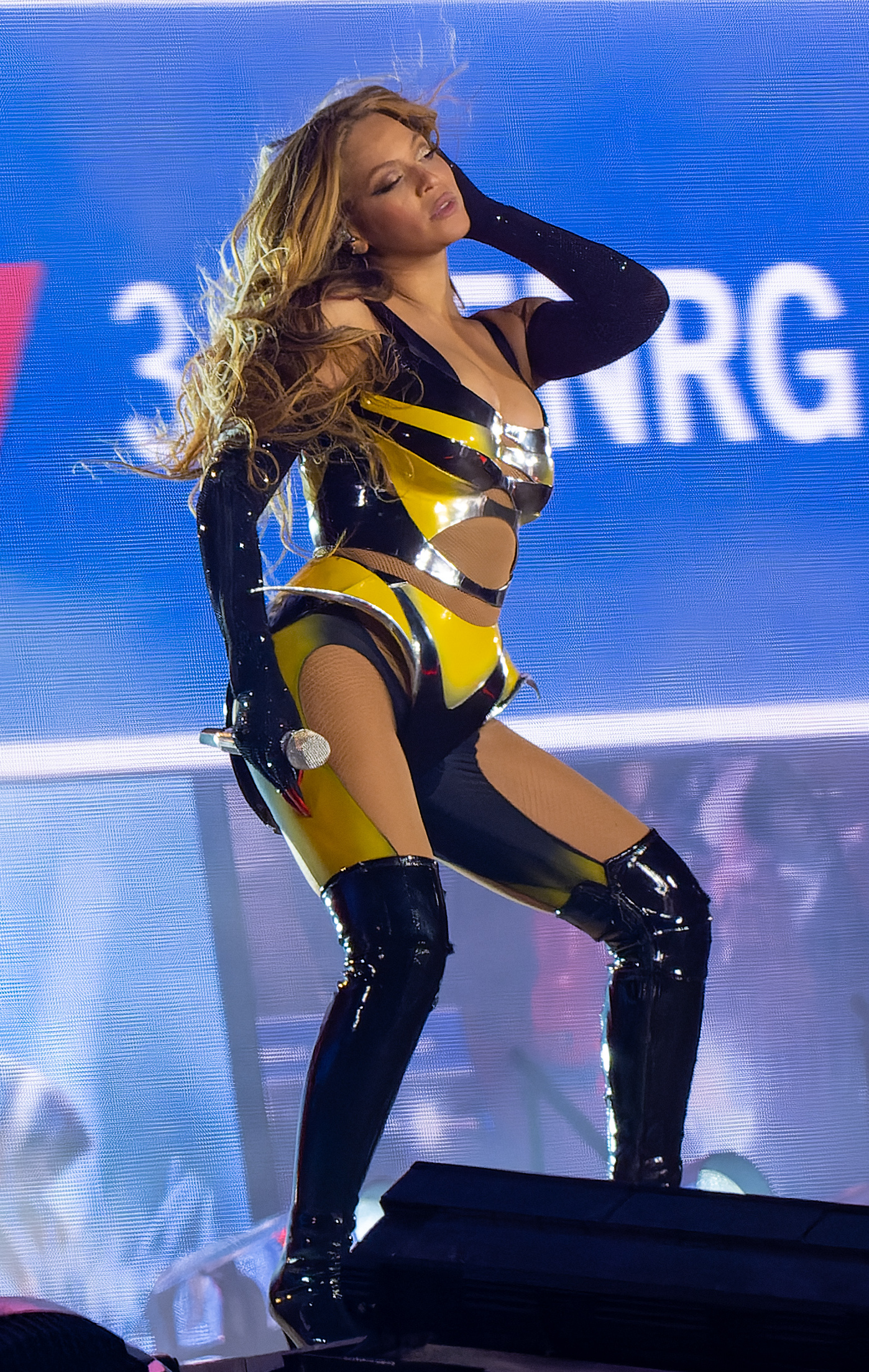
Beyoncé en tournée à Londres

La tournée a été annoncée le 23 octobre 2022, lorsque Beyoncé a mis aux enchères un billet pour un spectacle non spécifié. Le billet a été vendu pour 50 000 dollars lors d'une vente aux enchères caritative organisée dans le cadre du Wearable Art Gala pour soutenir le WACO Theatre. Il comprenait deux billets pour le concert, un billet d'avion en première classe, un séjour de trois nuits à l'hôtel et une visite personnelle des coulisses dirigée par la mère de Beyoncé.
Le 1er février 2023, Beyoncé a annoncé la tournée sur son compte Instagram.
En mars 2023, les chefs d'entreprise de l'ouest de Sydney[pas clair] ont commencé à plaider pour que l'Accor Stadium ait la priorité sur l'Allianz Stadium pour un concert de Beyoncé en Nouvelle-Galles du Sud, en raison du fait que l'Accor a une capacité d'accueil deux fois supérieure à la demande de billets de la chanteuse. La possibilité que l'Allianz Stadium accueille un concert du Renaissance World Tour a principalement incité le gouvernement de la Nouvelle-Galles du Sud à mettre fin à l'interdiction d'organiser plus de quatre concerts par an dans le stade, interdiction qui dure depuis 57 ans. L'interdiction pourrait être levée dès octobre 2023 pour permettre au stade d'accueillir Beyoncé en 2024. Le premier ministre de la Nouvelle-Galles du Sud a déclaré que cela pourrait rapporter aux entreprises locales « 1,3 milliard de dollars supplémentaires ». Le plafond de concerts existe depuis 1965 en raison de plaintes pour nuisances sonores de la part des riverains, mais le gouvernement fait désormais pression pour qu'il soit porté à 20 concerts par an.
En avril 2023, Beyoncé a loué le plus grand stade couvert d'Europe, Paris La Défense Arena, à Paris, pour répéter sa tournée. La compositrice Emily Bear est la pianiste de la tournée.
Le journaliste José Norberto Flesch a rapporté en mai 2023 que Beyoncé serait en tournée au Brésil entre mars et avril 2024.

## Billetterie
Parallèlement à l'annonce de la tournée, il est également annoncé qu'il n'y aurait pas de vente publique pour la partie nord-américaine, toutes les ventes initiales de billets pour cette zone sont effectuées par le biais du système Verified Fan de Ticketmaster. De plus, toutes les villes d'Amérique du Nord de la tournée seraient divisées en trois groupes d'enregistrement distincts, avec tous des délais d'inscription et des heures de mise en vente différents[réf. souhaitée].
Jay Peters de The Verge, site américain traitant de l'actualité technologique, a noté que cet étalement de la demande semblait être une tentative de Ticketmaster d'éviter un incident identique au fiasco Ticketmaster-Taylor Swift qui s'était produit moins de trois mois plus tôt, lorsque cette plateforme s'était effondrée pendant la prévente de la tournée. Il s'est interrogé sur l'efficacité de cette stratégie puisque les gens peuvent s'inscrire à chacun des groupes d'enregistrement au lieu d'un seul. À la lumière de la mauvaise gestion de la vente des billets de concert de Swift et du débat qu'elle a suscitée au sein du Sénat américain, la Commission judiciaire du Sénat a tweeté depuis son compte Twitter officiel, « We're watching, @Ticketmaster » (« Nous vous observons, @Ticketmaster »), en référence à la tournée Renaissance World Tour[source secondaire souhaitée].
Ticketmaster a donc mis en place de nouvelles politiques pour tenter de lutter contre les difficultés rencontrées par les amateurs de concerts. L'inscription ne garantit pas l'obtention d'un billet mais au lieu de cela, un « processus de type loterie » détermine qui est placé sur la liste d'attente et qui reçoit un code d'accès unique après s'être inscrit en tant que « Verified Fan ». Les billets achetés sur les marchés européens ne peuvent pas être revendus sur Ticketmaster à un prix supérieur à leur prix d'origine.

## Production

### Mise en scène et éclairage

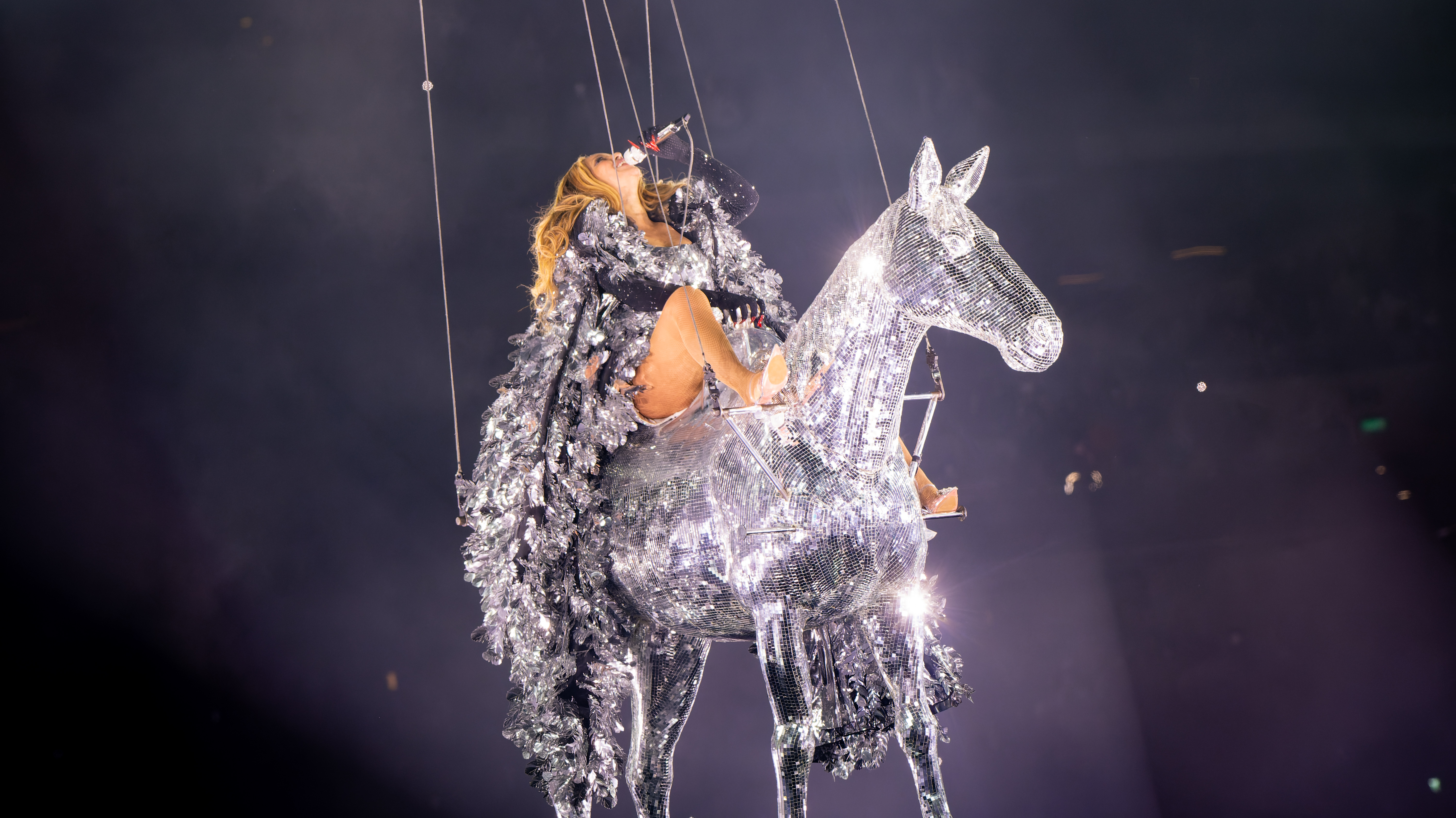
Beyoncé chante Summer Renaissance sur un cheval d'argent

La mise en scène se compose de deux scènes distinctes reliées par une large rampe : la scène A avec une cavité en forme de cercle, au milieu d'un écran plat géant. Tandis que la scène B est subdivisée en une structure circulaire entourant la section VIP "Club Renaissance", avec une extension de la rampe agissant comme le rayon de l'agencement.
On y trouve également des sculptures monumentales et des réservoirs métalliques, des mannequins-chevaux, des bras robotisés, de la pyrotechnie et de la technologie ultraviolette. Es Devlin Studio et Stufish Entertainment Architects ont été chargés de la conception de la scène, en collaboration avec Beyoncé et son équipe créative, Parkwood. Le processus de conception a duré environ 18 mois.

### Conception des costumes

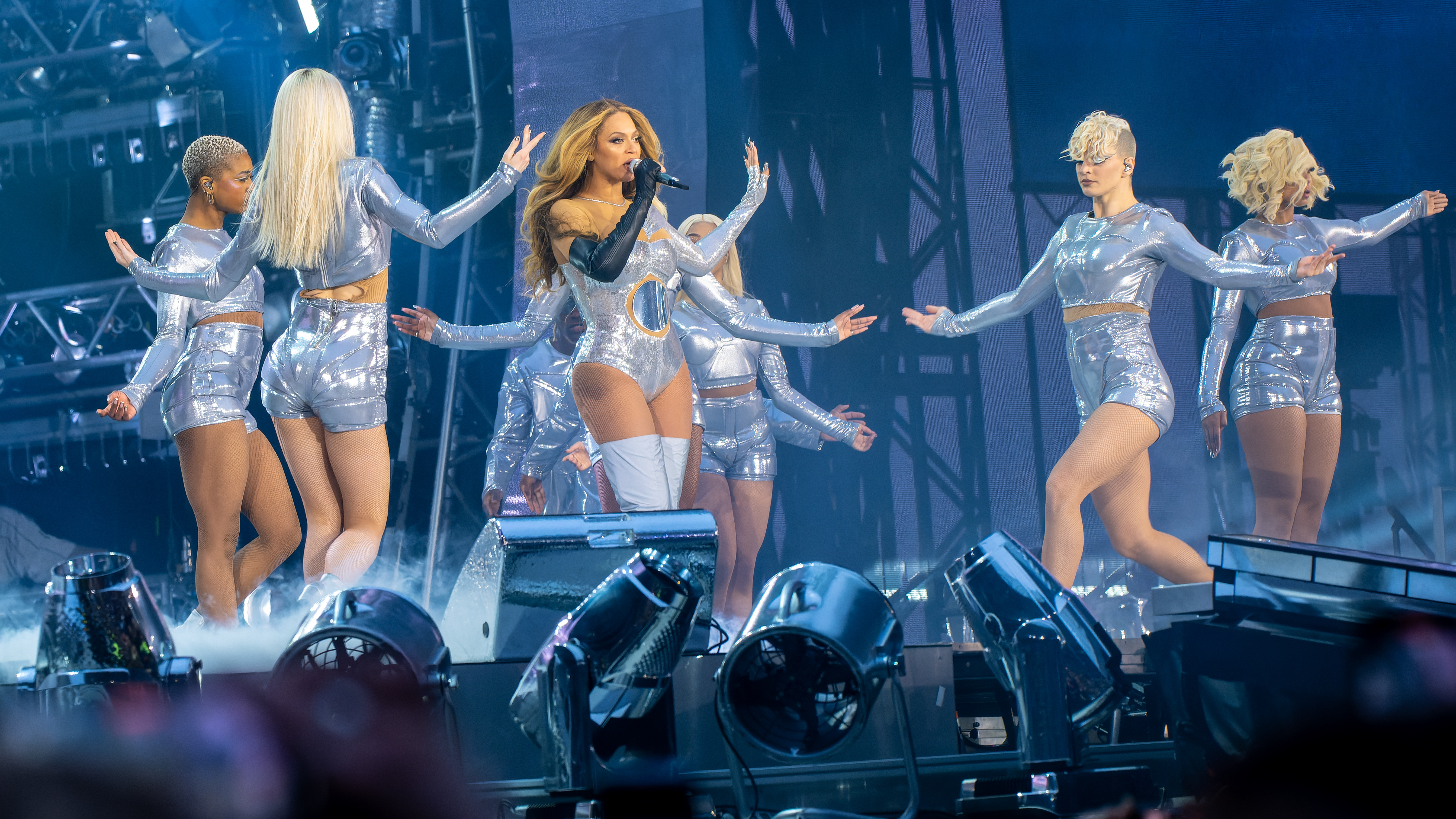
Beyoncé et les danseurs habillés par Courrèges

Beyoncé change de nombreuses fois de tenues tout au long du spectacle, sous la direction de Shiona Turini. La garde-robe comprend une combinaison Alexander McQueen ornée de perles argentées, une robe Anrealage blanche à manches cloche qui s'est transformée en un chef-d'œuvre multicolore sous une lumière UV, un body Courrèges argenté personnalisé avec une découpe circulaire frappante, un body Balmain orné de perles, un chapeau et des lunettes de soleil, une robe à plumes métalliques offerte par Coperni, une minirobe en maille colorée de David Koma et un costume d'abeille de Thierry Mugler. D'autres accessoires et bijoux ont été fabriqués sur mesure par Tiffany & Co. Parmi la collection de pièces de créateurs, les lunettes de soleil Mykita font également partie de la diversité des tenues présentées lors du show[pertinence contestée].

## Dates
| Date               | Ville                 | Pays            | Lieu                           | Affluence                    | Revenu brut  |
| ------------------ | --------------------- | --------------- | ------------------------------ | ---------------------------- | ------------ |
| EUROPE / UK        |                       |                 |                                |                              |              |
| 10 mai 2023        | Stockholm             | Suède           | Friends Arena                  | 90,169 / 90,169              | $10,825,038  |
| 11 mai 2023        | Stockholm             | Suède           | Friends Arena                  | 90,169 / 90,169              | $10,825,038  |
| 14 mai 2023        | Bruxelles             | Belgique        | Stade Roi Baudouin             | 53,062 / 53,062              | $7,193,042   |
| 17 mai 2023        | Cardiff               | Royaume-Uni     | Principality Stadium           | 52,756 / 52,756              | $7,426,645   |
| 20 mai 2023        | Édimbourg             | Royaume-Uni     | Murrayfield Stadium            | 55,834 / 55,834              | $8,485,139   |
| 23 mai 2023        | Sunderland            | Royaume-Uni     | Stadium of Light               | 44,790 / 44,790              | $6,727,118   |
| 26 mai 2023        | Paris                 | France          | Stade de France                | 68,624 / 68,624              | $10,081,566  |
| 29 mai 2023        | Londres               | Royaume-Uni     | Tottenham Hotspur Stadium      | 240,330 / 240,330            | $42,109,921  |
| 30 mai 2023        | Londres               | Royaume-Uni     | Tottenham Hotspur Stadium      | 240,330 / 240,330            | $42,109,921  |
| 1er juin 2023      | Londres               | Royaume-Uni     | Tottenham Hotspur Stadium      | 240,330 / 240,330            | $42,109,921  |
| 3 juin 2023        | Londres               | Royaume-Uni     | Tottenham Hotspur Stadium      | 240,330 / 240,330            | $42,109,921  |
| 4 juin 2023        | Londres               | Royaume-Uni     | Tottenham Hotspur Stadium      | 240,330 / 240,330            | $42,109,921  |
| 8 juin 2023        | Barcelone             | Espagne         | Stade olympique Lluís-Companys | 52,889 / 52,889              | $7,395,529   |
| 11 juin 2023       | Marseille             | France          | Stade Vélodrome                | 56,352 / 56,352              | $7,769,010   |
| 15 juin 2023       | Cologne               | Allemagne       | RheinEnergieStadion            | 41,166 / 41,166              | $5,952,252   |
| 17 juin 2023       | Amsterdam             | Pays-Bas        | Johan Cruyff Arena             | 97,657 / 97,657              | $14,221,976  |
| 18 juin 2023       | Amsterdam             | Pays-Bas        | Johan Cruyff Arena             | 97,657 / 97,657              | $14,221,976  |
| 21 juin 2023       | Hambourg              | Allemagne       | Volksparkstadion               | 43,335 / 43,335              | $6,305,062   |
| 24 juin 2023       | Francfort-sur-le-Main | Allemagne       | Deutsche Bank Park             | 42,280 / 42,280              | $6,595,823   |
| 27 juin 2023       | Varsovie              | Pologne         | Stade national de Varsovie     | 108,141 / 108,141            | $13,269,598  |
| 28 juin 2023       | Varsovie              | Pologne         | Stade national de Varsovie     | 108,141 / 108,141            | $13,269,598  |
| TOTAL              | TOTAL                 | TOTAL           | TOTAL                          | 1,047,385 / 1,047,385        | $154,357,719 |
| AMERIQUE DU NORD   |                       |                 |                                |                              |              |
| 8 juillet 2023     | Toronto               | Canada          | Centre Rogers                  | 76,578 / 76,578              | $18,297,928  |
| 9 juillet 2023     | Toronto               | Canada          | Centre Rogers                  | 76,578 / 76,578              | $18,297,928  |
| 12 juillet 2023    | Philadelphie          | États-Unis      | Lincoln Financial Field        | 52,181 / 52,181              | $11,976,831  |
| 15 juillet 2023    | Nashville             | États-Unis      | Nissan Stadium                 | 44,742 / 44,742              | $9,412,176   |
| 17 juillet 2023    | Louisville            | États-Unis      | Cardinal Stadium               | 41,818 / 41,818              | $6,450,896   |
| 20 juillet 2023    | Minneapolis           | États-Unis      | TCF Bank Stadium               | 39,415 / 39,415              | $8,217,178   |
| 22 juillet 2023    | Chicago               | États-Unis      | Soldier Field                  | 97,686 / 97,686              | $30,115,863  |
| 23 juillet 2023    | Chicago               | États-Unis      | Soldier Field                  | 97,686 / 97,686              | $30,115,863  |
| 26 juillet 2023    | Détroit               | États-Unis      | Ford Field                     | 44,554 / 44,554              | $9,963,756   |
| 29 juillet 2023    | East Rutherford       | États-Unis      | MetLife Stadium                | 106,056 / 106,056            | $33,082,997  |
| 30 juillet 2023    | East Rutherford       | États-Unis      | MetLife Stadium                | 106,056 / 106,056            | $33,082,997  |
| 1er août 2023      | Foxborough            | États-Unis      | Gillette Stadium               | 49,740 / 49,740              | $13,801,160  |
| 5 août 2023        | Landover              | États-Unis      | FedEx Field                    | 97,909 / 97,909              | $29,392,299  |
| 6 août 2023        | Landover              | États-Unis      | FedEx Field                    | 97,909 / 97,909              | $29,392,299  |
| 9 août 2023        | Charlotte             | États-Unis      | Bank of America Stadium        | 53,612 / 53,612              | $12,227,012  |
| 11 août 2023       | Atlanta               | États-Unis      | Mercedes-Benz Stadium          | 156,317 / 156,317            | $39,849,890  |
| 12 août 2023       | Atlanta               | États-Unis      | Mercedes-Benz Stadium          | 156,317 / 156,317            | $39,849,890  |
| 14 août 2023       | Atlanta               | États-Unis      | Mercedes-Benz Stadium          | 156,317 / 156,317            | $39,849,890  |
| 16 août 2023       | Tampa                 | États-Unis      | Raymond James Stadium          | 55,408 / 55,408              | $13,158,166  |
| 18 août 2023       | Miami Gardens         | États-Unis      | Hard Rock Stadium              | 47,487 / 47,487              | $14,362,704  |
| 21 août 2023       | Saint-Louis           | États-Unis      | Edward Jones Dome              | 45,836 / 45,836              | $7,064,451   |
| 24 août 2023       | Glendale              | États-Unis      | State Farm Stadium             | 54,705 / 54,705              | $8,226,165   |
| 26 août 2023       | Paradise              | États-Unis      | Allegiant Stadium              | 86,466 / 86,466              | $25,784,512  |
| 27 août 2023       | Paradise              | États-Unis      | Allegiant Stadium              | 86,466 / 86,466              | $25,784,512  |
| 30 août 2023       | Santa Clara           | États-Unis      | Levi's Stadium                 | 49,613 / 49,613              | $15,402,846  |
| 1er septembre 2023 | Inglewood             | États-Unis      | SoFi Stadium                   | 155,567 / 155,567            | $45,540,402  |
| 2 septembre 2023   | Inglewood             | États-Unis      | SoFi Stadium                   | 155,567 / 155,567            | $45,540,402  |
| 4 septembre 2023   | Inglewood             | États-Unis      | SoFi Stadium                   | 155,567 / 155,567            | $45,540,402  |
| 11 septembre 2023  | Vancouver             | Canada          | BC Place                       | 38,342 / 38,342              | $7,900,024   |
| 14 septembre 2023  | Seattle               | États-Unis      | Lumen Field                    | 56,763 / 56,763              | $12,459,518  |
| 21 septembre 2023  | Dallas                | États-Unis      | AT&T Stadium                   | 52,953 / 52,953              | $13,849,491  |
| 23 septembre 2023  | Houston               | États-Unis      | NRG Stadium                    | 123,308 / 123,308            | $31,332,332  |
| 24 septembre 2023  | Houston               | États-Unis      | NRG Stadium                    | 123,308 / 123,308            | $31,332,332  |
| 27 septembre 2023  | La Nouvelle-Orléans   | États-Unis      | Caesars Superdome              | 49,265 / 49,265              | $10,802,708  |
| 1er octobre 2023   | Kansas City           | États-Unis      | Arrowhead Stadium              | 53,150 / 53,150              | $9,290,057   |
| TOTAL              | TOTAL                 | TOTAL           | TOTAL                          | 1,729,470 / 1,729,470        | $438,030,410 |
| CUMULATIF TOTAL    | CUMULATIF TOTAL       | CUMULATIF TOTAL | CUMULATIF TOTAL                | 2,776,855 / 2,776,855 (100%) | $592,388,129 |

## Setlist
Cette setlist correspond à celle utilisée lors du premier concert de la tournée à Stockholm (Suède) le 10 mai 2023 et a fait l'objet de plusieurs modifications tout au long de la tournée.
ACT I - OPENING
1. INTRODUCTION - Vidéo "Signboard"
2. Dangerously in Love
3. Flaws and All(avec des éléments de Adventures in the Land of Music)
4. 1+1
5. I'm Goin' Down (cover de Mary J. Blige)
6. I Care
7. River Deep, Mountain High (cover de Tina Turner)
8. INTERLUDES - Opera Intro et Loop the Sample

ACT II - RENAISSANCE
1. I'M THAT GIRL (avec des éléments de APESHIT)
2. COZY
3. ALIEN SUPERSTAR (avec des éléments de Sweet Dreams)
4. Lift Off
5. 7/11 (dance break par Les Twins)
6. INTERLUDE - Motherboard

ACT III - MOTHERBOARD
1. CUFF IT
2. CUFF IT (WETTER REMIX)
3. ENERGY (avec des éléments de End of Time)
4. BREAK MY SOUL
5. BREAK MY SOUL (The Queens Remix) (avec des éléments de Shake Your Body (Down to the Ground))
6. INTERLUDE - Opulence

ACT IV - OPULENCE
1. Formation
2. Diva (avec des éléments de Countdown and Just Wanna Rock)
3. Run the World (Girls)
4. MY POWER
5. BLACK PARADE
6. Savage (Remix) (avec des éléments de Yoncé)
7. Partition
8. INTERLUDE - Anointed

ACT V - ANOINTED
1. CHURCH GIRL
2. Get Me Bodied
3. Before I Let Go (avec des éléments de Freakum Dress)
4. Rather Die Young
5. Love On Top (avec éléments de I Want You Back)
6. Crazy in Love
7. Band Jam outro (Work It Out, Green Light et Freedom)
8. Love Hangover

ACT VI - THE BIRTH OF VENUS
1. PLASTIC OFF THE SOFA
2. VIRGO'S GROOVE
3. Naughty Girl (avec des éléments de Be With You, Rocket, Cater 2 U, Signs, Speechless, Say My Name et Dance for You)
4. MOVE (avec des extraits de Move Ya Body)
5. HEATED
6. ALREADY (break dance par Les Twins)
7. INTERLUDE - Memories Run Through My Wires

ACT VII - MEMORIES RUN THROUGH MY WIRES
1. THIQUE (avec des éléments de Toxic de Britney Spears)
2. ALL UP IN YOUR MIND
3. Drunk in Love
4. INTERLUDE - Mind Control

ACT VIII - MIND CONTROL
1. AMERICA HAS A PROBLEM
2. PURE/HONEY(avec des éléments de Blow de Beyoncé)
3. VOGUE BALLROOM (avec Kevin Jz Prodigy)
4. SUMMER RENAISSANCE